# Krystyna Krzekotowska
Krystyna Anna Krzekotowska z domu Lewińska (ur. 15 stycznia 1942 w Pacanowie) – polska prawniczka specjalizująca się w prawie cywilnym, autorka licznych książek i poradników dotyczących prawa spółdzielczego i mieszkaniowego, samorządowiec, a także działaczka polityczna.

## Życiorys
Uzyskała tytuł magistra i stopień doktora nauk prawnych na Wydziale Prawa i Administracji Uniwersytetu im. Adama Mickiewicza w Poznaniu. Wykładowczyni prawa na uczelniach polskich (m.in. na Uczelni Łazarskiego) i niemieckich.
Kandydowała z listy Stronnictwa Demokratycznego (z którym związana była od lat 60.) w wyborach parlamentarnych w 1991, następnie jako przedstawicielka SD z ramienia Unii Pracy w wyborach parlamentarnych w 1993 w okręgu Warszawa. Pełniła mandat radnej w gminie Warszawa-Bielany, będąc wiceprzewodniczącą rady gminy (1994–1998). W wyborach do Parlamentu Europejskiego w 2004 otwierała listę komitetu Razem dla Przyszłości. W wyborach parlamentarnych w 2005 startowała do Sejmu z listy komitetu Centrum (na mocy porozumienia wyborczego Partii Centrum z jej macierzystym Stronnictwem Demokratycznym). W wyborach samorządowych w 2006 bez powodzenia kandydowała do rady Warszawy z listy komitetu Nasza Warszawa i Mazowsze (jej mąż był kandydatem tego komitetu na prezydenta miasta). W wyborach parlamentarnych w 2007 kandydowała do Senatu z ramienia Nowej Wizji Polski. W wyborach do Parlamentu Europejskiego w 2009 reprezentowała SD na liście koalicyjnego komitetu Porozumienie dla Przyszłości – CentroLewica. W wyborach samorządowych w 2010 bezskutecznie kandydowała do rady Warszawy z listy Warszawskiej Wspólnoty Samorządowej, a w wyborach w 2014 do sejmiku województwa mazowieckiego z listy Mazowieckiej Wspólnoty Samorządowej. W wyborach parlamentarnych w 2015 była jednym z liderów komitetu Obywatele do Parlamentu i jego kandydatką do Sejmu. Po odejściu z SD, w wyborach w 2018 została kandydatką na prezydenta Warszawy z ramienia Światowego Kongresu Polaków, w którym pełni funkcję wiceprezesa. Zajęła ostatnie, 14. miejsce z wynikiem 0,18% głosów. W wyborach parlamentarnych w 2019 bezskutecznie kandydowała do Sejmu z ramienia Konfederacji Wolność i Niepodległość w okręgu warszawskim, uzyskała 635 głosów (0,05%). W wyborach w 2023 ponownie bez powodzenia startowała do Sejmu z listy Konfederacji. W wyborach do Europarlamentu w 2024 kandydowała z listy KWW Bezpartyjni Samorządowcy – Normalna Polska w Normalnej Europie.
Dyrektor Międzynarodowego Instytutu Prawa i Mieszkalnictwa, wiceprezes Polsko-Niemieckiego Stowarzyszenia Prawników, wiceprezes Stowarzyszenia Obywatelskich Inicjatyw (którego prezesem został Andrzej Kalwas).
Była żoną Jerzego Krzekotowskiego (1940–2023).

## Wybrane publikacje
- Spółdzielcze prawo do lokalu mieszkalnego (1983, ISBN 83-209-0398-X)
- Zanim otrzymasz klucze: informator dla otrzymujących mieszkanie spółdzielcze (1984, ISBN 83-209-0404-8)
- Prawo lokalowe z komentarzem (1986, ISBN 83-209-0538-9)
- Prawo mieszkaniowe (1988, ISBN 83-202-0610-3)
- Mieszkanie a uprawnienia domowników (1988, ISBN 83-219-0409-2)
- Mieszkanie spółdzielcze a prawa małżonków i członków rodziny (1988, ISBN 83-209-0685-7)
- Prawne formy korzystania z mieszkań (1989, ISBN 83-202-0720-7)
- Prawo lokalowe w orzecznictwie Sądu Najwyższego (1994, współautor, ISBN 83-85393-28-5)
- Nowe spółdzielcze prawo mieszkaniowe: przepisy, orzecznictwo, objaśnienia (1995, współautor, ISBN 83-85393-38-2)
- Eksmisja z lokali mieszkalnych (1999, ISBN 83-87829-14-5)
- Prawo spółdzielcze z komentarzem (2003, ISBN 83-87829-88-9)